# هارولد يوري
هارولد يوري (Harold Urey) هو كيميائي أمريكي حاصل على جائزة نوبل في الكيمياء سنة 1934، ولد في ولاية إنديانا في 29 أفريل 1893 وتوفي في 5 جانفي 1981 في كاليفورنيا. هو من قام باكتشاف الديوتريوم.
اقترح في سنة 1952 ذ بأن الكواكب السيارة نشأت عن قرص غازي كان يدور حول الشمس ثم تناثر وأخذ يتكثف بفعل ضوء النجوم القريبة منها وقد وصل التكاثف إلى حد معين تبعه انهيار الكتلة بفعل قوى الجاذبية وقد نشأ عن ذلك الشمس تحيط بها حلقة من تلك السحب والغازات التي تجزأت مكونة الكواكب والكويكبات وبقية الأجرام الأخرى في النظام الشمسي وكانت المرحلة الأولى لنشأة الكواكب هي مرحلة البرودة التي تجمع فيها الغاز والماء ثم مرحلة السخونة العالية التي تسمح بانصهار الحديد واتحاد عنصر الكربون مع عناصر أخرى وتحولى إلى كربون الحديد.

تجربة ميلر يوري

يؤكد يوري في نظريته بأن الأرض قد مرت بحالة السيولة وإلا لاستحال تبخر الغازات وهروبها منها كما يؤكد أنه قد تبع هروب الغازات في حال اكتمال الأرض زيادة في قوة الجاذبية ويرى أن التغير في القصور الذاتي في حالة سيولة الباطن كما يفابله أثر المد والجزر وبموافقة الحسابات الفلكية التي تدل على زيادة طول اليوم الناتج عن المد والجزر ويرى يوري أن هبوط الحديد من غلاف ما تحت القشرة كان يتم بمعدل 50 ألف طن في الثانية الواحدة نحو المركز وهو معدل يكفي لأن تتكون نواة الأرض المعدنية في 500 مليون سنة.

## الديوتيريوم
في عشرينيات القرن العشرين، اكتشف ويليام جيوك وهيريك إل جونستون نظائر الأكسجين المستقرة. لم تكن النظائر مفهومة جيدًا في ذلك الوقت، إذ إن جيمس تشادويك لم يكتشف النيوترون حتى عام 1932. استخدِم نظامين لتصنيفها على أساس الخواص الكيميائية والفيزيائية. حُددت الخواص باستخدام مطياف الكتلة. نظرًا لأنه كان معروفًا أن الوزن الذري للأكسجين كان تقريبًا 16 ضعف ثقل الهيدروجين، افترض رايموند بيرغ ودونالد منزل أن للهيدروجين أكثر من نظير واحد. بناءً على الاختلاف بين نتائج الطريقتين، افترضا أن كل ذرة هيدروجين من بين 4,500 ذرة هي من النظائر الثقيلة.
في عام 1931 شرع يوري بالبحث عنه. حسّب يوري وجورج مورفي من سلسلة بالمر أن النظير الثقيل يجب أن يحتوي على انزياح نحو الأزرق (بالمقابل انزياح نحو الأحمر للنظير الخفيف) بمقدار 1.1 إلى 1.8 أنغستروم (1.1×10 إلى 1.8×10×10 متر). تمكن يوري من الوصول إلى مطياف محزز الحيود يبلغ طوله 21 قدمًا (6.4 مترًا)، وهو جهاز حساس رُكب مؤخرًا في كولومبيا وكان قادرًا على حل سلسلة بالمر. بدقة 1 أنغستروم لكل ملليمتر، كان من المفترض أن تنتج الآلة فرقًا يبلغ نحو 1 ملليمتر. ومع ذلك، نظرًا لأن ذرة واحدة فقط من كل 4,500 كانت ثقيلة، فإن الخط الموجود على المطياف كان خافتًا جدًا. لذلك قرر يوري تأجيل نشر نتائجهم حتى يكون لديه دليل قاطع على أنه هيدروجين ثقيل.
حسّب يوري ومورفي من نموذج ديبي أن للنظير الثقيل نقطة غليان أعلى قليلًا من النظير الخفيف. عن طريق تسخين الهيدروجين السائل بعناية، يمكن تقطير 5 لترات من الهيدروجين السائل إلى 1 ملليمتر، والتي تُخصب بالنظير الثقيل بمقدار 100 إلى 200 مرة. للحصول على خمسة لترات من الهيدروجين السائل، سافروا إلى مختبر التبريد العميق في المكتب الوطني للمعايير في واشنطن العاصمة، وهناك حصلوا على مساعدة من فرديناند بركويد، الذي كان يوري يعرفه في جامعة جونز هوبكنز.
تبخرت العينة الأولى التي أرسلها بركويد عند 20 كلفن (253.2 درجة مئوية، -423.7 درجة فهرنهايت) عند ضغط جو قياسي واحد (100 كيلو باسكال). لدهشتهم، لم يُظهر هذا أي دليل على التخصيب. ثم أعد بركويد عينة ثانية تبخرت عند 14 كلفن (259.1 درجة مئوية، −434.5 درجة فهرنهايت) عند ضغط 53 ملليمترًا زئبقيًا (7.1 كيلو باسكال). في هذه العينة، كانت خطوط بالمر للهيدروجين الثقيل أكثف بسبع مرات. نُشرت الورقة التي أعلنت عن اكتشاف الهيدروجين الثقيل، والذي سمي فيما بعد بالديوتيريوم، بالاشتراك مع يوري ومورفي وبركويد في عام 1932. مُنح يوري جائزة نوبل في الكيمياء عام 1934 «لاكتشافه الهيدروجين الثقيل». امتنع عن حضور الحفل في ستوكهولم، حتى يتمكن من حضور ولادة ابنته ماري أليس.
من خلال العمل مع إدوارد دبليو واشبورن من مكتب المعايير، اكتشف يوري فيما بعد سبب العينة الشاذة. فُصل هيدروجين بركويد عن الماء عن طريق التحليل الكهربائي، ما أدى إلى عينة منضبة. علاوة على ذلك، أفاد فرانسيس وليم أستون أن القيمة المحسوبة للوزن الذري للهيدروجين كانت خاطئة، مما يبطل منطق بيرغ ومنزل الأصلي. لكن اكتشاف الديوتيريوم ظل قائمًا.
حاول يوري وواشبورن استخدام التحليل الكهربائي لإنتاج ماء ثقيل نقي. كانت تقنيتهم سليمة، لكن لويس هزمهم في عام 1933، فقد كانت موارد جامعة كاليفورنيا تحت تصرفه. باستخدام تقريب بورن-أوبنهايمر، حسّب يوري وديفيد ريتنبرغ خصائص الغازات المحتوية على الهيدروجين والديوتيريوم. وسعوا ذلك ليشمل تخصيب مركبات الكربون والنيتروجين والأكسجين. يمكن استخدام هذه المواد كمتتبعات في الكيمياء الحيوية، مما يؤدي إلى طريقة جديدة تمامًا لفحص التفاعلات الكيميائية. أسس مجلة كميكال فيزكس عام 1932، وكان أول محرر لها، وعمل فيها حتى عام 1940.
في كولومبيا، ترأس يوري الاتحاد الجامعي للديمقراطية والحرية الفكرية. أيد اقتراح الأطلسي كلارنس ستريت لاتحاد فيدرالي للديمقراطيات الكبرى في العالم، والجبهة الجمهورية خلال الحرب الأهلية الإسبانية. كان من أوائل المعارضين للنازية الألمانية وساعد العلماء اللاجئين، من بينهم إنريكو فيرمي، في العثور على عمل في الولايات المتحدة، والتكيف مع الحياة في البلد الجديد.

## مشروع مانهاتن
بحلول الوقت الذي اندلعت فيه الحرب العالمية الثانية في أوروبا عام 1939، اعترِف بيوري خبيرًا عالميًا في فصل النظائر. حتى الآن، لم يشمل الفصل سوى العناصر الخفيفة. في عامي 1939 و1940 نشر يوري ورقتين عن فصل النظائر الثقيلة اقترح فيهما الفصل بالطرد المركزي. اكتسب هذا أهمية كبيرة بسبب تكهنات نيلز بور بأن اليورانيوم 235 قابل للانشطار. اعتبِر «إنشاء تفاعل متسلسل دون فصل اليورانيوم 235 عن باقي اليورانيوم أمرًا مشكوكًا فيه»، لذلك بدأ يوري دراسات مكثفة حول كيفية تحقيق تخصيب اليورانيوم. بصرف النظر عن الفصل بالطرد المركزي، اقترح جورج كستياكاوسكي أن الانتشار الغازي قد يكون طريقة ممكنة. الاحتمال الثالث هو الانتشار الحراري. نسق يوري جميع جهود أبحاث فصل النظائر، بما في ذلك الجهود المبذولة لإنتاج الماء الثقيل، والذي يمكن استخدامه كوسيط للنيوترونات في المفاعلات النووية.

## الجوائز
حصل يوري ـ إلى جانب جائزة نوبل في الكيمياء لسنة 1934 ـ على قلادة ج. لورنس سميث سنة 1962، وقلادة العلوم الوطنية الأمريكية سنة 1964، والميدالية الذهبية للجمعية الفلكية الملكية سنة 1966، وقلادة بريستلي من الجمعية الكيميائية الأمريكية سنة 1973. كما سميت باسمه فوهة قمرية ومذنب وجائزة يوري للإنجاز في علوم الكواكب التي تمنحها الجمعية الفلكية الأمريكية ومدرسة هارولد يوري المتوسطة في ووكرتون بولاية إنديانا وقاعة يوري بمبنى الكيمياء في كلية رافيل بجامعة كاليفورنيا في سان دييغو في لا خويا بولاية كاليفورنيا. كما أنشأت جامعة كاليفورنيا في سان دييغو كرسياً باسمه، وأطلق اسمه على قاعة محاضرات في حرم جامعة مونتانا في ميسولا بولاية مونتانا.

## روابط خارجية
- هارولد يوري على موقع IMDb (الإنجليزية)
- هارولد يوري على موقع الموسوعة البريطانية (الإنجليزية)
- هارولد يوري على موقع مونزينجر (الألمانية)
- هارولد يوري على موقع إن إن دي بي (الإنجليزية)
- هارولد يوري على موقع ديسكوغز (الإنجليزية)